# Ligeti Jenő (újságíró)
Ligeti Jenő, született Lusztig Jenő (Zenta, 1875. szeptember 19. – Budapest, 1969. február 21.) nyomdász, újságíró, lapszerkesztő.

## Életpályája
12 gyermekes családban született, apja Lusztig Ignác (†1927) mészárosként kereste meg a család kenyerét, a család hamarosan Jenő születése után Budapestre költözött. A gyermek Ligeti Jenő elvégezte a négy elemit és a 4 polgárit, s utána már nem tudták taníttatni, tehát elszegődött a Pester Lloyd nyomdájába inasnak. Mint nyomdász mester Ritzkó nevű barátjával bejárta egész Európát gyalogosan és vonattal. Látogatták a nyomdákat, s ahol munkát kaptak, ott tovább maradtak. Látták, vagy éppen tapasztalták a nyomdász szakma legújabb eredményeit Párizsban, Londonban, Stockholmban, stb. Anyagi háttér nélkül küzdelmes volt ez a valcolás, de rendkívül eredményes is egyben.
Az 1890-es évek közepétől Budapesten dolgozott a nyomdász szakmában. Leánya emlékezete szerint Ligeti grafikai szakgépekkel is foglalkozott, nyomdai újításai is voltak. 1903-1908 közt feltehetőleg ő szerkesztette a magyar és német nyelvű Magyar Grafikus – Ungaricher Grafiker című szakmai időszaki kiadványt. A Népszavánál 1905-ben a rotációs sajtó bevezetésében nagy szerepet vállalt. 1904. augusztus 7-én Budapesten, a Terézvárosban házasságot kötött Singer Miksa és Weisz Cecília lányával, Antóniával.
Szegeden 1910. május 22-én indult a Délmagyarország című helyi lap, amelynek előállításához szintén rotációs gépet használtak, e nyomda vezetője lett Ligeti, a gépeket és a betűket is ő szerezte be. A Délmagyarország már novemberben csődbe jutott. Ligeti Jenő és Holtzer Dávid (1869–1944) szegedi vagyonos kereskedő támogatta a továbbiakban a lapot. 1912-ben néhány hónapig a Szegedi Naplót is Ligeti és társa nyomtatta, bár a Napló ezt nem tüntette fel az impresszumban. Ekkor Ligeti és társa nyomtatták a lapokat. Ligeti társa Pásztor József volt. Megint jött a csőd, s mivel Ligeti Pásztornak váltót írt alá, mindenét elvesztette. A nyomda a Várnay cég kezébe került.
Az anyagi csőd után Ligeti az újságíró szakma felé fordult, 1912-ben már a szegedi Friss Hírek igazgatójaként működött, 1913 tavaszán ez véget ért, majd több lapnál dolgozott feltehetően mint kiadóhivatali vezető. Az 1918/19-es forradalmak idején bekapcsolódott az eseményekbe, felelős szerkesztője lett a szegedi Friss Híreknek, amely lap a Magyarországi Tanácsköztársaság korai szakaszában, 1919. március 25. és 1919. május 9. közt A Proletár címen jelent meg. 1919. április 14-én beválasztották a Szegedi Munkás-, Katona- és Földmíves Tanács tagjai közé Ligeti Jenőt (Juhász Gyulát, Móra Ferencet, Tamás Rezsőt is). Szegeden Ligeti vette közös tulajdonba a nyomdákat. A Tanácsköztársaság bukása után Ligetit megverték az „ébredők", többször is házkutatást tartottak nála, s hat hónap börtönbüntetésre ítélték, büntetését a Csillagbörtönben ülte le. A börtönbüntetés letöltése után még sokáig rendőri felügyelet alatt tartották. Ekkor hirdetési ügynök lett, különböző lapoknál elhelyezte a polgárok hirdetéseit.
1921. december 3-án a szegedi írók, újságírók alkalmi lapjában már Ligeti Jenő írása és karikatúrája is megjelent a többi szegedi újságíróéval együtt. 1922. február 6-án Ligeti szerkesztette a Hétfői Rendkívüli Újságot, ezen lap a Délmagyarország hetenként megjelenő melléklapja volt. 1923. október 20-án szolgálatba állt újból a Friss Híreknél is kiadóhivatal vezetőként. Végül már 1923-tól tartósan a Hétfői Rendkívüli Újság szerkesztője egészen az 1938-as zsidótörvény megjelenéséig. Ligeti szerkesztése alatt a Hétfői Rendkívüli Újság irányvonala baloldali volt. Rendszeresen publikált itt például Juhász Gyula, Dettre János. 1923 januárjában Ligeti közzétette Pór Tibor (született Sarlós Sándor) versét Ady Endréről, e vers nagy sajtóvitát váltott ki, sőt párbaj is kerekedett, a párbajra nem Ligetit hívták ki, de más cikkek kapcsán (olykor nagy összegű) pénzbüntetés, fogház „kijárt” neki.
Az 1920-as évek közepétől a Délmagyarországnál töltött be fontos szerepet, egyre több részvényt vásárolt, s a kiadóhivatal igazgatója, majd a Délmagyarország Rt. cégvezetője lett. Ligeti vezetése alatt működött a kiadóhivatal, a nyomda, a könyvkiadás, a kölcsönkönyvtár. Eredendően mint nyomdásznak szerepe volt a nyomdai háttér megerősítésében. A nyomdával kapcsolatban megjelent egy cikke Három és féléves út a rotációsig címmel (Délmagyarország, 1927. június 29.). Újságcikkei közül értékesek riportjai, úti beszámolói. Gazdasági kérdésekben igen tájékozott volt (például: Végig az újjászületett szegedi körkórházon (Dm.,1927. január 19.), Szőregnek különb villanyvilágítása van, mint a szegedi belvárosnak (Dm., 1929. február 12.), Mibe került a szülészeti klinika és hogy oszlik meg annak költsége (Dm., 1929. szeptember 1.), Szabad-e tömeges vásárlásra „csábítani” a közönséget (Dm., 1930. január 12.).
Magda lánya orvostanhallgató volt a szegedi egyetemen, az ő révén kapcsolatba került a Szegedi Fiatalok Művészeti Kollégiumának tagjaival. A Hétfői Rendkívüli Újság gyakran beszámolt a fiatalok terveiről, rendezvényeiről, ismertette kiadványaikat. 1938-tól a zsidótörvények miatt megszakadt Ligeti újságírói karrierje. 1944-ben deportálták, egy évig favágóként dolgoztatták Ausztria területén. Hazajött Szegedre, s a már Hétfői Újság címen megjelent szociáldemokrata lapot szerkesztette az úgynevezett fordulat évéig.
1955-ben Budapestre költözött, állást vállalt a Mezőgazdasági Könyvkiadónál, de betegsége miatt nem tudta a feladatot ellátni, s nyugdíjba vonult. 1959-ben, 1963-ban, 1967-ben kitüntetéseket kapott, de a sajtótörténetben betöltött organizáló szerepének feltárásával még adós az utókor.

## Társasági tagság
- Szegedi Fészek Klub (1930-as évek)